# Ryska befrielsearmén

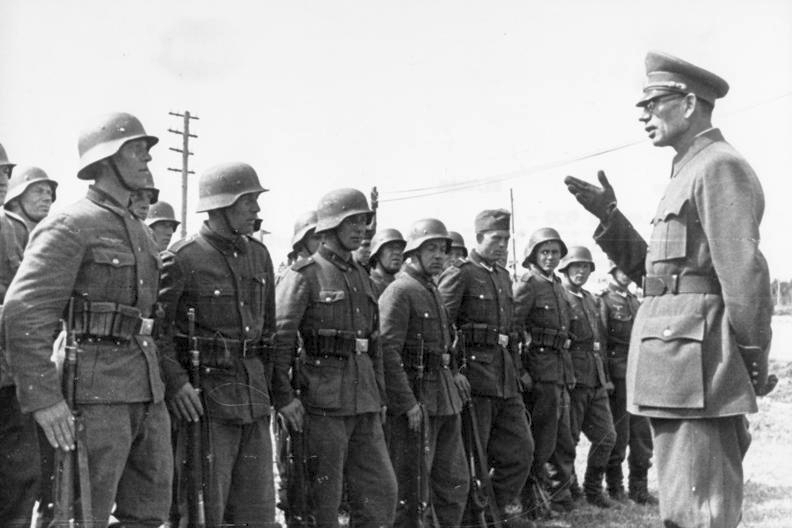
General Vlasov talar till ROA-soldater 1944.

Ryska befrielsearmén, (ryska: Русская освободительная армия, förkortat РОА/Russkaja osvoboditelnaja armija, förkortat ROA) även kallad Vlassov-armén, var en rysk militär styrka bestående av sovjetiska krigsfångar som samarbetade med Nazityskland under andra världskriget. Förutom krigsfångarna deltog även emigrerade ryska officerare, vitgardister samt östarbetare (tyska: Ostarbeiter) i ROA:s verksamheter. Senare anslöt sig även desertörer från Röda armén.
Ryska befrielsearmén ska inte förväxlas med Ryska nationella befrielsearmén (RONA). De flesta av ROA:s medlemmar överlämnades av de västallierade till de sovjetiska myndigheterna.

## Tillkomst
ROA bildades 1944 som en väpnad gren av Kommittén för befrielsen av folken i Ryssland (KONR) och leddes av den f.d. sovjetiske generallöjtnanten Andrej Vlasov (1901-1946). Antalet medlemmar uppgick slutligen uppskattningsvis till över 130 000 man. ROA existerade inte officiellt innan hösten 1944, då Heinrich Himmler övertalade en mycket motvillig Hitler att tillåta skapandet av 10 divisioner ur Ryska befrielsearmén.
14 november 1944 i Prag läste Vlasov högt upp det s.k. Pragmanifestet inför det nyss skapade Kommittén för befrielsen av folken i Ryssland (KONR). Dokumentet slog fast riktlinjerna för kampen mot Josef Stalin och lyfte fram 14 demokratiska mål vilka man kämpade för. Tyskarnas försök att i dokumentet inkludera antisemitisk retorik parerades framgångsrikt av Vlasovs kommitté, men man blev tvungen att inkludera ett avsnitt där de västallierade kritiserades och där dessa stämplades som plutokrater som var "allierade med Stalin i hans erövring av Europa".
I februari 1945 hade endast en division (1:a infanteridivisionen - 600:e tyska infanteridivisionen) skapats, vilken stod under ledning av general Sergej Bunjatjenko. Den slogs en kort tid (i mitten av april 1945) vid Oder-fronten innan den bytte sida och hjälpte tjeckerna att befria Prag. En andra division (2:a infanteridivisionen - 650:e tyska infanteridivisionen) var ännu ej komplett men sattes ändå i strid under ledning av general Michail Meandrov. Till denna division hade ett stort antal östarbetare anslutit sig, vilket ledde till närmare en fördubbling av dess styrka när divisionen satte kurs söderut. En tredje division (3:e infanteridivisionen - 700:e tyska infanteridivisionen) hade just börjat sättas ihop.
Flera andra ryska enheter, sådana som Ryska kåren, Helmuth von Pannwitz Kosackiska kavallerikår, Kosacklägret (Kazatjij stan) under ledning av ataman Domanov, och andra enheter bestående främst av vita emigranter gick med på att ansluta sig till Vlasovs armé. Anslutningen till ROA förblev endast sådan de jure eftersom händelseutvecklingen inte tillät Vlasov att använda dessa i några krigsoperationer (även flyktig kommunikation var ofta omöjlig).
Den första och enda aktiva strid av Ryska befrielsearmén mot Röda armén ägde rum vid Oder den 11 april 1945 och kom till stånd efter det att Himmler hade insisterat på att testa arméns tillförlitlighet. Efter tre dagar blev den numerärt underlägsna armén tvungen att slå till reträtt. Inga deserteringar till den sovjetiska sidan rapporterades. 300 soldater ur Röda armén hade däremot givit upp.
Vlasov beordrade sedan 1:a infanteridivisionen att marschera söderut för att koncentrera alla antikommunistiska styrkor som var lojala mot honom. Han resonerade som så att de kunde överlämna sig till de västallierade på fördelaktiga villkor, d.v.s. utan att bli repatrierade. Vlasov sände flera hemliga delegationer för att påbörja förhandlingar om kapitulation till de västallierade.

## Ledning

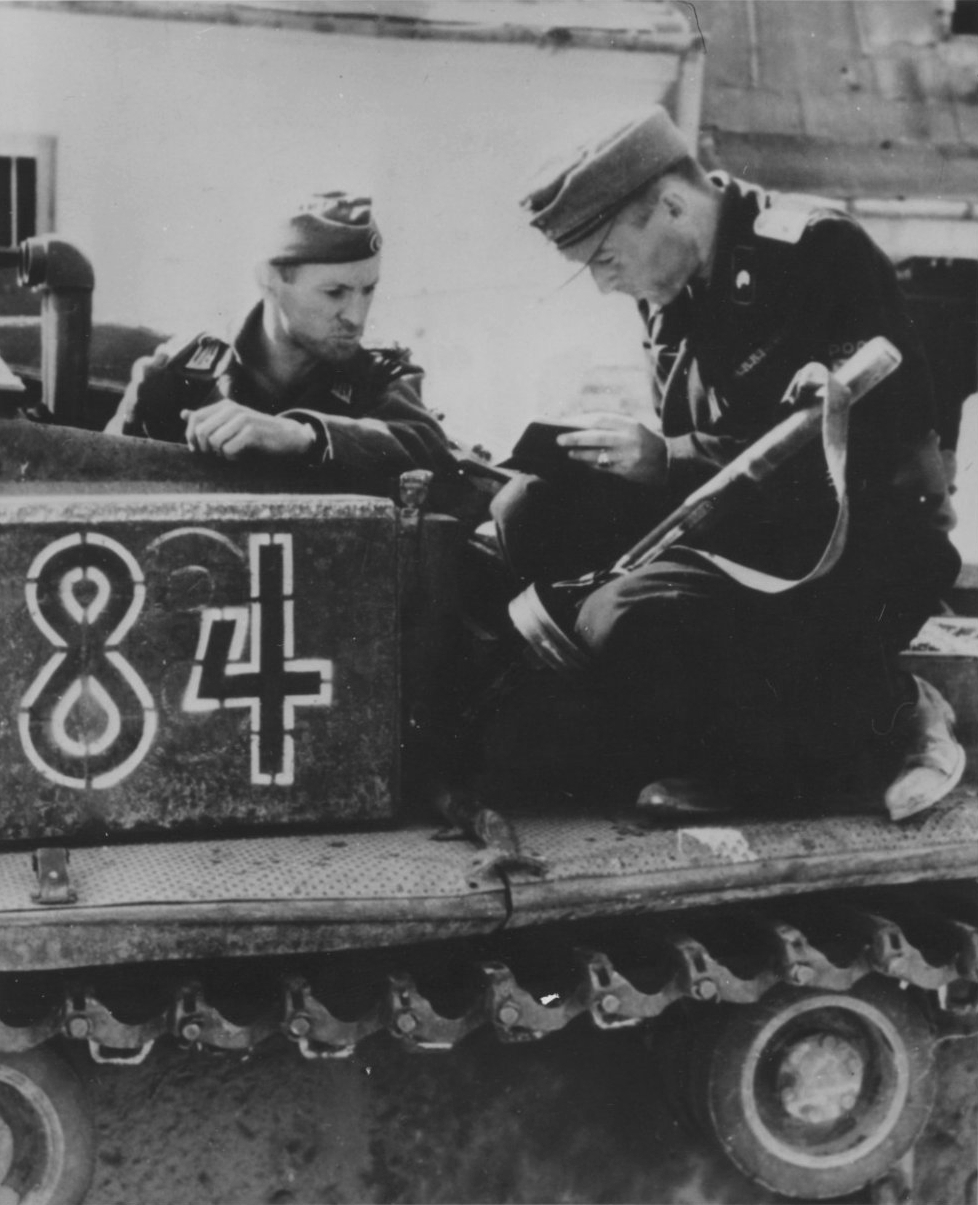
ROA-soldater under Warszawaupproret 1944.

I ROA:s ledning fanns generalerna V.I. Angelejev, V.F. Belogortsev, S.K. Borodin, överstarna K.G. Kromiadi, I.K. Sacharov, N.A. Sjokoli, underöverste A.D. Archipov samt M.V. Tomasjevskij, J.K. Mejer, V. Melnikov, Skarzjinskij, Golubj och andra. Bland dem som gav ROA sitt stöd fanns även generalerna A.P. Archangelskij, A.A. von Lampe, A.M. Dragomirov, N.N. Golovin, F.F. Abramov, E.I. Balabin, I.A. Poljakov, V.V. Krejter, Don- och Kuban-atamanerna generalerna G.V Tatarkin och V.G. Naumenko.

## Motsättningar
Mellan de f.d. sovjetiska krigsfångarna och de vita emigranterna rådde antagonism och de sistnämnda trängdes så småningom bort från ROA:s ledning. De flesta av de senare hade tidigare tjänstgjort i andra frivilliga enheter som inte var knutna till ROA (och vilka endast ett fåtal dagar innan krigets slut formellt anslöts till ROA), till exempel Ryska kåren, general A.V. Turkuls brigad i Österrike, 1:a ryska nationella armén, överste M.A. Semjonovs regemente Varjag, överste Krzjizjanovskijs separata regemente, samt kosackiska enheter (15:e kosackiska kavallerikåren och Kosacklägret (Kazatjij stan)).

## Organisation
I slutet av april 1945 skulle general-löjtnant Vlasov nominellt ha haft följande väpnade styrkor under sitt kommando:
- 1:a infanteridivisionen (generalmajor S.K. Bunjatjenko) - 22 000 man
- 2:a infanteridivisionen (generalmajor G.A. Zverev) - 13 000 man
- 3:e infanteridivisionen (generalmajor M.M. Sjapovalov) - icke beväpnad, det fanns endast en stab och 10 000 frivilliga
- reservbrigad (S.T. Kojda) - 7 000 man
- general Maltsevs flygstyrkor - 5 000 man
- luftvärnsdivision
- officersskola
- hjälpenheter
- Ryska kåren (general-major B.A. Sjtejfon) - 4 500 man
- Kosacklägret (Kazatjij stan) (en kosackstyrka under ledning av general-major T.I. Domanov) - 8 000 man
- general-major A.V. Turkuls grupp - 5 200 man
- 15:e kosackiska SS-kavallerikåren (general-löjtnant Helmuth von Pannwitz) - över 40 000 man
- ett kosackiskt reservregemente (A.G. Sjkuro) - över 10 000 man
- några små enheter - totalt färre än 1 000 man

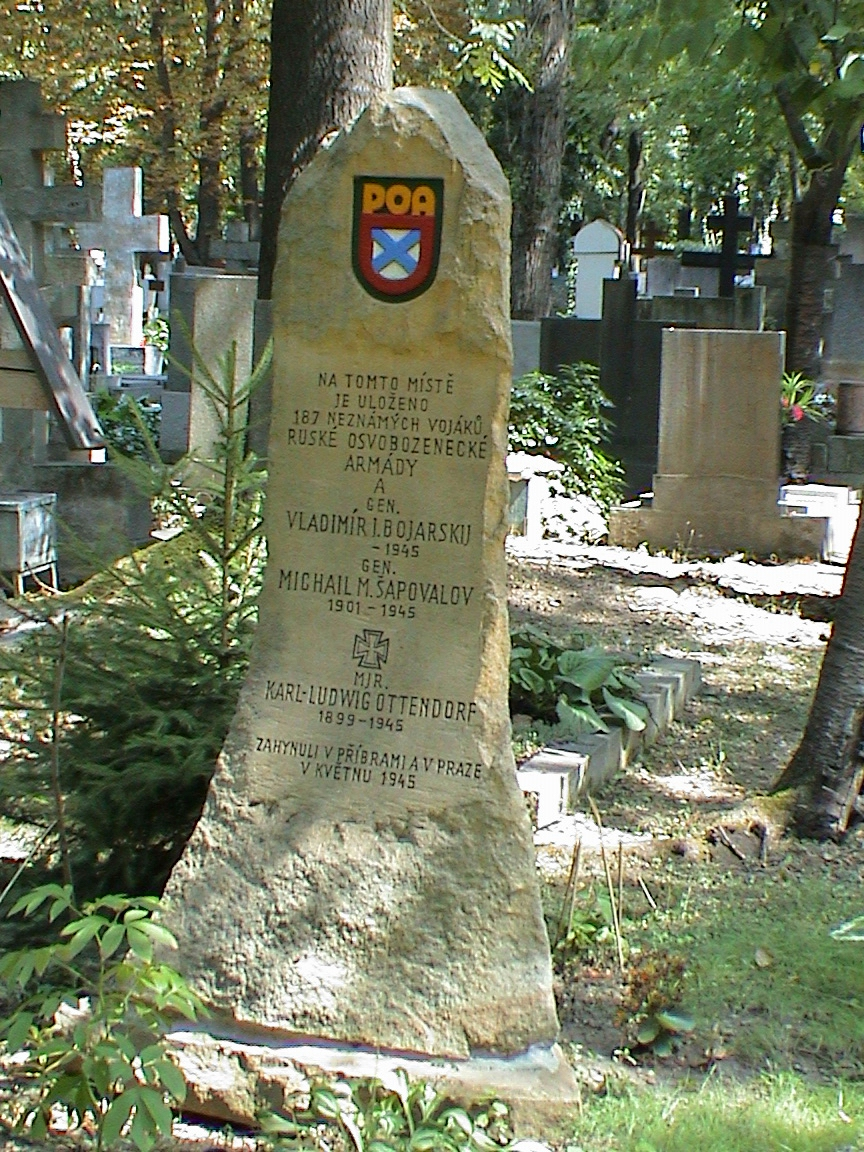
Minnesmärke över ROA på Olšanykyrkogården i Prag.

I verkligheten stod åtminstone styrkorna ur Waffen-SS under Reichsführer-SS befäl (d.v.s. under Heinrich Himmler) och alltså inte under Vlasov. Antagligen räknade alla dessa enheter över 130 000 soldater. Styrkorna var spridda långt från varandra vilket enligt den officiella västliga historieskrivningen var en av huvudfaktorerna som ledde till deras tragiska öde. Men i själva verket överlämnade de västallierade ockupationsmyndigheterna alla soldater som tjänstgjorde i ROA och som befann sig utanför den sovjetiskockuperade zonen till de sovjetiska myndigheterna.

## Kampen mot tyskarna i Prag
Under marschen söderut hjälpte ROA:s första division tjeckiska upprorsmän i Prag mot de tyska ockupationstrupperna under det s.k. Pragupproret, vilket inleddes 5 maj 1945. Vlasov var till en början emot detta, men opponerade sig inte mot Bunjatjenko då denne fattade beslutet att delta i kampen mot tyskarna.
1:a divisionen blev involverad i en strid med tyska Waffen-SS-enheter som hade skickats dit för att jämna staden med marken. ROA-enheterna som var beväpnade med tunga vapen stod emot hårda SS-anfall och tillsammans med de tjeckiska upprorsmännen lyckades man rädda större delen av Prag från förstörelse. På grund av att det nya tjeckiska rådet (rada) var kommunistdominerat blev 1:a divisionen tvungen att lämna staden dagen därpå och försökte kapitulera för den amerikanska 3:e armén under general George S. Patton.

## Slutet för ROA och repatriering
Då krigsslutet närmade sig började ROA aktivt söka kontakt med de västallierade i förhoppning att dessa skulle sympatisera med. Kort efter det misslyckade försöket att kapitulera till amerikanerna fångades Vlasov och många av hans män av sovjetiska trupper.
En del av soldaterna togs till en början i förvar för att sedan överlämnas till sovjeterna av de allierade i enlighet med ett hemligt avtal från Jaltakonferensen om repatriering av krigsfångar, s.k. Operation kölhalning. Endast Liechstenstein ignorerade sovjetiska krav om utlämning av ROA:s soldater och tillät dessa att emigrera till Argentina. Flera av de allierade officerarna, vilka sympatiserade med ROA, tillät dem att fly i små grupper in till de av USA kontrollerade zonerna.
ROA-soldaterna som repatrierades blev antingen summariskt avrättade av Smersj-vakterna eller sändes till Gulag för att avtjäna sina straff på minst tio år. Den sovjetiska regeringen stämplade ROA-soldaterna som förrädare - man kallade dem för vlasovtsy, d.v.s. Vlasov-män. Vlasov och 11 av ledarna för ROA dömdes till döden. Domen verkställdes 2 augusti 1946 genom hängning.

## Bilder

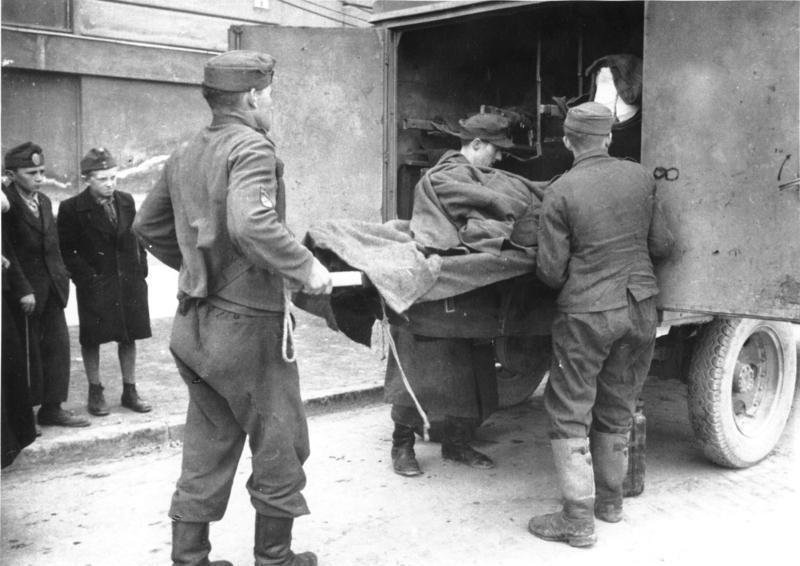
Sårad ROA-soldat ilastas i sjuktransportfordon, Ungern i mars 1945.
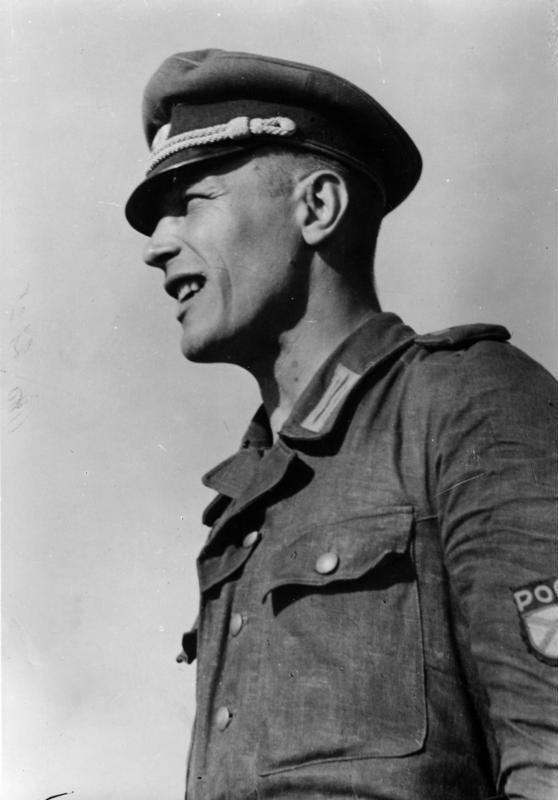
Rysk officer i ROA.
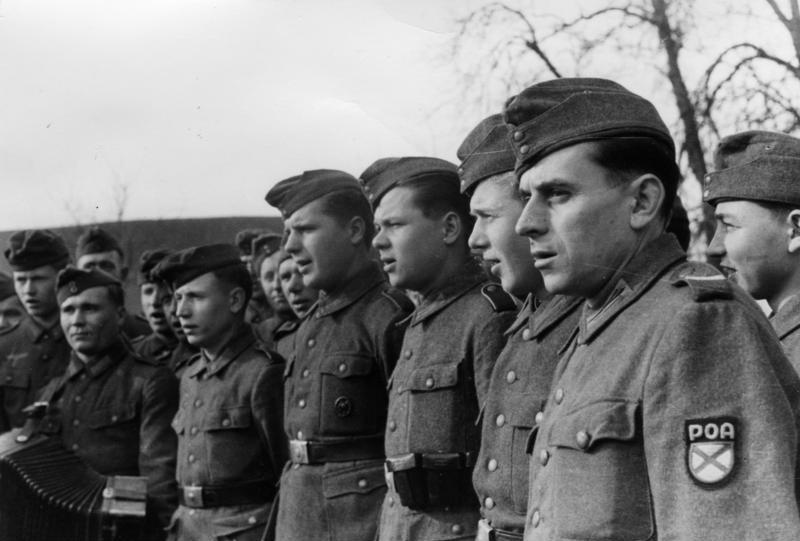
ROA-soldater i Frankrike 1944.